# Дауда Гіндо
Дауда Гіндо (фр. Daouda Guindo, нар. 14 жовтня 2002) — малійський футболіст, лівий захисник «Ред Булла» (Зальцбург).

## Клубна кар'єра
Вихованець місцевої команди «Гідарс». У січні 2021 року він переїхав до Австрії у «Ред Булл» (Зальцбург), де підписав контракт до травня 2025 року. Спочатку молодого африканця відправили до фарм-клубу «Ліферінг». Дебютував за клуб у Другій лізі 12 лютого 2021 року у грі проти «Аустрії» (Лустенау), вийшовши у стартовому складі. Загалом у дебютному сезоні Дауда зіграв 16 ігор, одразу ставши гравцем основи. Разом із командою виборов друге місце у чемпіонаті.
Влітку 2021 року малієць був переведений до основної команди на сезон 2021/22. 16 липня 2021 року він дебютував за «Ред Булл» у поєдинку Кубка Австрії проти вельської «Герти». Через тиждень, 23 липня 2021 року, Гіндо дебютував і в австрійській Бундеслізі, з'явившись на полі на заміну на 74-й хвилині замість Андреаса Ульмера в поєдинку першого туру проти «Штурма». Всього за клуб він провів сім матчів у Бундеслізі в сезоні 2021/22, вигравши чемпіонат і кубок наприкінці сезону.
Перед сезоном 2022/23 Гіндо переїхав до Швейцарії, перейшовши на правах оренди до місцевого «Санкт-Галлена». За клуб він провів 15 матчів у Суперлізі. У січні 2023 року його достроково відкликав «Ред Булл», з яким того ж сезону малієць знову виграв чемпіонат Австрії.

## Виступи за збірну
Гіндо вперше був викликаний до складу збірної Малі в червні 2022 року, але тоді на поле не вийшов. Він дебютував у національній збірній 26 вересня 2022 року в товариському матчі проти Замбії (0:0).

## Досягнення
- Чемпіон Австрії: 2021/22, 2022/23
- Володар Кубка Австрії: 2021/22